# 加藤充
加藤 充（かとう みつる、1934年3月3日 - ）は 東京都生まれ、京都府育ちのベーシスト。通称「カッペちゃん」。サンズ・オブ・ウェストやザ・スパイダースのメンバーとして活動を行った。

## 人物
マンドリンを嗜む母の影響でギター教室に通うも単調な練習に耐えられず挫折、その後独学で古賀メロディーなどを習得する。
その後ウェスタンミュージックに憧れて、同志社高校時代には同志社大学のカントリーバンド「ゲーリー石黒&サンズ・オブ・ウェスト」に欠員要員として参加、ギター・ベース・アコーディオンを担当し、米軍キャンプ廻りなどで鍛えられる。同志社で賛美歌に慣れ親しんでいたため、曲の構成やコードが似ているウェスタンミュージックの習得は容易だったという。
その後、メンバーたちが卒業を機に脱退、加藤も大学を中退し、新規メンバーを集めウェスタンとハワイアンを中心に京阪神のジャズ喫茶やナイトクラブで活動を続ける。その頃のメンバーに大野克夫、バンドボーイに西郷輝彦がいる。
「ワゴンマスター」を解散したばかりの小坂一也のバックを務めた縁で東京での活動も行うが、バンドを解散し、家業を継ぐために実家で寿司職人の修行を始める。
ザ・スパイダースのベースに欠員が出たため、先に加入していた大野やリーダーの田辺昭知と知り合いだった加藤に声がかかる。一旦は断るが2年間の約束で寿司職人修行を中断して上京、スパイダースの一員として高木たかしや斉藤チヤ子、正式メンバーになる前のかまやつひろしなどのバックバンドを務める。当時のプロフィールでは5歳サバを読んでいた。
同じ田辺家に下宿し、専属歌手グループ「スリー・ジェッツ」を経て正式メンバーになったばかりの井上尭之にギターの指導も行った。
堺正章の俳優活動でスパイダースの活動が停滞し始めた時期には、大野、井上（尭）とスタジオミュージシャンとしての活動も始めた。スパイダース解散後も3人でスタジオミュージシャンとして活動する予定であったが、2人がPYGに参加したため単独で活動、1971年のかまやつのセカンドアルバム『どうにかなるさ アルバムNo.2』では全曲ベース演奏を担当した。
勝手の違う世界に馴れず3年ほどで引退。北原じゅんの事務所や北島音楽事務所の事業に携わる。加橋かつみの北島音楽事務所への移籍にも関わっている。その後、アイ・ジョージのマネージャーを経て、知り合いのつてで保険会社に転職、営業担当で優秀な成績を残し、スパイダース時代より高収入を得る。
1981年1月、「サヨナラ日劇ウエスタン・カーニバル ～ 俺たちは走り続けている!」に再結成したスパイダースの一員として出演した。
保険会社を退職した1990年代以降は旧関係者と連絡がつかなくなり、堺や井上（順）がテレビ・ラジオで言及し、連絡を呼びかけることもあった。
妻や義母の相次ぐ死を機に練馬から所沢に移住。スパイダース再結成企画のため練習用のベースが送られてきたのをきっかけに再び演奏に取り組む。（企画は堺のスケジュールの都合で没となった）
2009年頃からは新所沢のライブスタジオでミュージシャンのオイリー北川らとGSイベントで交流を持ち、バンド「カッペちゃんオールスターズ」を結成して定期的に活動を行い、元スパイダースのかまやつ、前田富雄、元ザ・ビーバーズの成田賢と共演を果たした。
ゲストとして原宿クロコダイル、渋谷ラ・ママ、所沢MOJOなど各所のライブハウスにも精力的に出演。
2018年6月、元ピーター&ゴードンのピーター・アッシャーとギタリストのアルバート・リーのデュオの来日公演に飛び入り参加して、ピーター&ゴードンのヒット曲『愛なき世界』の演奏に加わった。この共演は1965年のピーター&ゴードン日本公演にスパイダースとして前座で参加、さらにドラムの田辺とともにバックバンドとして演奏を担当した旧知の間柄によるものである。

## エピソード
銀座ACBに出演していた、後のフォリナーのギタリストであるミック・ジョーンズのチューニング方法に強い影響を受け、スパイダースの他のメンバーとともに取り入れている。
物静かで穏やかな年長者というポジションであった。スパイダース後期には、人気面の問題からマネージャー転向を了承し、実際に短期間だが元ジ・エドワーズの輿石秀之（後の大石吾朗）とメンバーチェンジをした。ただし、輿石が１週間程度で辞退したため幻となった。

## 出演

### テレビ
- 『関口宏のびっくりトーク ハトがでますよ!』（1995年8月）

堺正章特集の「堺正章バースディパーティー」の企画にて、GS全盛期のオリジナルメンバー7人が揃い『あの時君は若かった』を演奏した。

### 映画
- ザ・スパイダースのゴーゴー・向う見ず作戦 (1967年)
- ザ・スパイダースのバリ島珍道中 (1968年)
- ザ・スパイダースの大騒動 (1968年)
- ザ・スパイダースの大進撃 (1968年)